# Kapisillit
Kapisillit (duń. Lakskaj) – osada na zachodnim wybrzeżu Grenlandii. Znajduje się w gminie Sermersooq. Według danych oficjalnych w 2011 roku mieszkało w niej 75 osób.